# Chimangokarakara
Chimangokarakara (Milvago chimango) är en sydamerikansk fågel i familjen falkar inom ordningen falkfåglar. Den är en vanlig fågel i såväl öppen skog som i odlingsbygd, byar och städer som ofta samlas i stora flockar likt kråkor.

## Utseende
Karakaror är stora falkar med breda och rundade vingar. Denna art är övervägande brunaktig, ofta med rödbruna toner, med varierande ljusare fläckning ovan och tvärbandning under. I flykten syns tydligt gräddvit i vingarna och på stjärtroten.

## Utbredning och systematik
Chimangokarakara delas in i två underarter med följande utbredning:
- chimango – skogar från södra Brasilien och Paraguay till centrala Argentina och mellersta Chile
- temucoensis – södra Chile och södra Argentina till Eldslandet och Kap Horn-arkipelagen

### Släktestillhörighet
Chimangokarakara placeras traditionellt i släktet Milvago tillsammans med gulhuvad karakara. Genetiska studier har dock visat att de inte är varandras närmaste släktingar. Istället står chimangokarakaran nära arterna i släktet Phalcoboenus. Eftersom de utgör en klad falkar som alla är relativt släkt samt att inget vetenskapligt släktesnamn finns beskrivet för chimangokarakaran (gulhuvad karakara är typart för Milvago) har tongivande taxonomiska auktoriteten Clements et al istället valt att inkludera Milvago och Phalcoboenus i Daptrius som har prioritet. Andra, som BirdLife International och IUCN, behåller Phalcoboenus och Milvago men för över chimangokarakaran till Phalcoboenus.

## Levnadssätt
Chimangokarakaran är en ljudlig och väl synlig asätare i allt ifrån byar och städer till öppen skog och jordbruksbygd samt på stränder. I Sydamerika där kråkor saknas verkar denna art inta deras nisch. Den samlas ofta i grupper, lokalt i tiotal eller till och med hundratal. Den ses då födosöka på marken eller segla i luften i akrobatisk flykt, ofta jagande större rovfåglar.

## Status och hot
Arten har ett stort utbredningsområde och tros öka i antal. Internationella naturvårdsunionen IUCN listar den därför som livskraftig (LC).